# Bausch & Lomb Championships 2005
Il Bausch & Lomb Championships 2005 è stato un torneo di tennis giocato sulla terra verde. È stata la 26ª edizione del Bausch & Lomb Championships che fa parte della categoria Tier II nell'ambito del WTA Tour 2005. Si è giocato al Racquet Park at the Amelia Island Plantation nella Amelia Island in Florida dal 4 al 10 aprile 2005.

## Campionesse

### Singolare
Lindsay Davenport ha battuto in finale  Silvia Farina Elia con il punteggio di 7–5, 7–5

### Doppio
Bryanne Stewart /  Samantha Stosur hanno battuto in finale  Květa Peschke /  Patty Schnyder con il punteggio di 6–4, 6–2